# Elizabeth Temitayo Oshoba
Elizabeth Temitayo Oshoba est une boxeuse nigériane née le 23 février 1999.

## Carrière
Elle est médaillée de bronze dans la catégorie des moins de 57 kg aux Jeux africains de Rabat en 2019, étant éliminée en demi-finales par la Botswanaise Keamogetse Sadie Kenosi.